# Svojšín
Svojšín (německy Schweißing) je obec v okrese Tachov v Plzeňském kraji. Leží v zalesněném údolí řeky Mže, přibližně osm kilometrů západně od Stříbra. V obci, ke které patří i osady Holyně, Nynkov a Řebří, v ní žije 459 obyvatel.

## Název
Název vsi je odvozen z osobního jména Svojša ve významu Svojšův dvůr. Přípona -ing dokládá rané přizpůsobení názvu němčině. V písemných pramenech se název objevuje například ve tvarech: Suaysin (1177), Sweyssin (1183).

## Historie
První písemná zmínka o vesnici pochází z roku 1177 a nachází se v přídomku bratrů Oldřicha a Benedy ze Svojšína, synů Ctibora.

## Obyvatelstvo
| Rok            | 1869 | 1880 | 1890 | 1900 | 1910 | 1921 | 1930 | 1950 | 1961 | 1970 | 1980 | 1991 | 2001 | 2011 | 2021 |
| -------------- | ---- | ---- | ---- | ---- | ---- | ---- | ---- | ---- | ---- | ---- | ---- | ---- | ---- | ---- | ---- |
| Počet obyvatel | 971  | 765  | 824  | 819  | 771  | 817  | 977  | 434  | 514  | 466  | 457  | 435  | 441  | 402  | 438  |
| Počet domů     | 125  | 135  | 137  | 140  | 147  | 147  | 186  | 153  | 116  | 110  | 116  | 114  | 138  | 119  | 146  |

## Obecní správa

### Části obce
- Holyně
- Nynkov
- Řebří
- Svojšín

V letech 1850–1929 k obci patřily i Jezerce a Pytlov a od 1. ledna 1980 do 23. listopadu 1990 také Dolní Plezom, Horní Plezom, Lobzy, Ošelín a Plezom.

### Obecní symboly
Znak a vlajka byly obci uděleny rozhodnutím předsedy Poslanecké sněmovny Parlamentu České republiky dne 8. června 2004.

## Doprava
Jižním okrajem obce prochází železniční trať Plzeň–Cheb s nádražím Svojšín, odkud odbočuje trať do Boru. Obec je dostupná autobusovými spoji ze Stříbra a Tachova.

## Společnost
Obec Svojšín je centrem místního kulturního života. Spolek za obnovu vesnice Svojšín, založený v roce 1999, pořádá akce jako velikonoční tvoření, lampionový průvod nebo novoroční výšlap. Každoročně se koná prodej chovné drůbeže.

## Pamětihodnosti
- Románský tribunový kostel svatého Petra a Pavla, datovaný dendrochronologicky do let 1159/1160,[10] je dominantou obce. Věž kostela, postavená v raně štaufském slohu, sloužila jako panská tribuna a byla spojena s feudální tvrzí. Loď kostela byla v 17. století přestavěna do barokní podoby. V roce 1713 kostel vyhořel, což zničilo většinu vybavení a archivů. Vedle kostela stojí barokní fara z let 1740–1766.
- Barokní svojšínský zámek z roku 1723 je obdélníková budova s mansardovou střechou a průčelím o 15 osách. K zámku přiléhají dvě okrasné zahrady a hospodářský dvůr. V interiéru se dochovaly kožené tapety a barokní mramorové krby. Zámek je propojen krytou chodbou s kostelní oratoří, což je vzácný architektonický prvek. V současnosti je částečně přístupný veřejnosti, s expozicí dobových fotografií a portrétní galerií majitelů.
- Kašna na návsi
- Fara
- Západně od vesnice se na ostrožně nad Mží nachází pravěké svojšínské hradiště.[11]
- Spilitové skály s naučnou stezkou a vyhlídkou nad Mží

## Osobnosti
- Antonín Petr Příchovský z Příchovic (1707–1793), pražský arcibiskup; v roce 1781 povýšil svojšínskou farnost na děkanství